# ゴンザとソウザ
ゴンザ（1718年 - 1739年12月15日）とソウザ（1693年 - 1736年9月18日）は、江戸時代の薩摩国出身者で、1729年にカムチャツカ半島に漂着し、ロシア帝国のサンクトペテルブルクで日本語を教えた。ゴンザはロシア語と日本語（薩摩方言）の辞典を編纂した。

## 生涯
ゴンザとソウザについては日本側の同時代資料が残っていないため不明な点が多く、日本語名もはっきりしない。出身地についてもさまざまな推測が行われており、たとえば田尻英三は音韻的特徴を根拠として串木野周辺を候補としてあげ、江口泰生はロシア科学アカデミー東洋学研究所に残るゴンザに関する報告書に帖佐（今の姶良市の一部）・中郷（今の薩摩川内市の一部）と解釈できる地名が見えることからこれらがゴンザの出身地である可能性があるとし、橋口滿は串木野の羽島の漁村説を唱え、駒走昭二は今の薩摩川内市あたりとしている。
享保13年（1728年）のおそらく11月はじめ、ゴンザ、ゴンザの父、ソウザらを含む17名を乗せた商船が薩摩から大坂へ向かった。船の名前はおそらく若潮丸(Вакашивамар)で、通称を早行丸ないし速行丸(Фаяикьмар)といった。ゴンザの父は商船の舵手で、航海術を教えるためにまだ10歳の少年だったゴンザを乗船させた。ソウザは35歳で、船の案内のために商人たちの中から雇われていた。他の15人の名は不明である。
船は嵐に遭って7か月間漂流した後、1729年6月7日（グレゴリオ暦6月18日）にカムチャツカ半島東南部のロパトカ岬近くに到着したが、彼らを発見したコサック50人隊長のアンドレイ・シュティンニコフと彼が率いるカムチャダール人の一隊によって船員のほとんどは殺され、ゴンザとソウザの2名のみが生きのこった。2人はシュティンニコフの下僕として酷使されたが、その後シュティンニコフは投獄され、日本人への残虐行為によって絞首刑になった。
解放されたゴンザとソウザはヤクーツクに送られて約5週間を過ごした。1733年3月24日にトボリスクに送られて約4週間滞在した後、4月にモスクワのシベリア庁に送られた。それから首都サンクトペテルブルクへ送られ、アンナ・ヨアノヴナ皇帝に謁見した。当時ゴンザはすでにロシア語の会話ができるようになっていたが、ソウザはほとんどロシア語が話せなかったようである。
1734年に皇帝の勅命によって陸軍幼年学校の修道司祭のもとに送られてキリスト教を学んだ。10月20日（グレゴリオ暦10月31日）に学校内の「主の復活教会」において洗礼を受け、ゴンザはダミアン・ポモルツェフ、ソウザはコジマ・シュルツと名付けられた。
1735年、ゴンザはロシア語を学ぶためにアレクサンドルネフスキー修道院の神学校に送られた。同年11月、元老院議員ミハイル・ゴロフキン (Mikhail Golovkin) の発案でふたりは科学アカデミーに送られた。ゴロフキンによってアカデミー内に日本語学校が創立され、その主幹に科学アカデミー図書館の司書補であったアンドレイ・イワノヴィチ・ボグダーノフ（1692-1766）が就任、ゴンザとソウザが教師、ピョートル・シェナヌイキンとアンドレイ・フェネフという2人のロシア人が生徒となった。学校は1736年7月に開校したが、ソウザは同年9月18日に43歳で没した。
ゴンザとソウザ以前の日本人のロシア漂流民としては大坂の伝兵衛と出身地不明のサニマ（三右衛門か）が記録に残っている。彼らによる日本語学校があったともいうが、はっきりしない。ゴンザとソウザの学校は記録に残る最初の正規の日本語学校だった。
ゴンザは1739年12月15日に21歳で没した。ゴンザ・ソウザともに死因は伝えられていない。2人を埋葬した墓地は1746年に閉鎖されて現存していない。なお、サンクトペテルブルクの博物館に2人のものと伝わるデスマスクが保存されており、かつては2人の肖像画も描かれていたと伝わっているが、こちらは現在所在不明となっているため、真偽は不明。

日本語学校はその後も存続し、1748年には南部多賀丸の漂流民のうち5名が教師に任命された。1753年に学校はイルクーツクに移転することになり、その後も断続的に1816年まで継続された。なおゴンザとソウザに学んだ2人のロシア人はベーリング探検隊の副官だったシパンベルグ (Martin Spangberg) に通訳として同行したが、日本には来ていない。

## 著書
ゴンザはボグダーノフの指導のもとで1736年から1739年までの間に以下の6種類の著書を残した。いずれも出版はされていない。
1. 『露日単語集』(Вокабулы, 1736) - 40の項目に分類され、見出し語数は1300語。見出し語はフョードル・ポリカルポフ (Fedor Polikarpov-Orlov) の『小辞典』（1701年）にもとづくとされる。日本語の訳語が一部『新スラヴ・日本語辞典』と異なっており、当時まだ存命だったソウザと共同で書かれたかと推測されている。
2. 『日本語会話入門』(Преддверие разговоров японского языка, 1736) - コメニウス『開かれた言語の扉の前庭』（1633年）のロシア語訳をもとにした分類会話集で、619番まで番号がつけられた（数字が2か所重複しているために全部で621例）文からなる。
3. 『簡略日本文法』(Краткая грамматичка, 1738) - ロシア語の語尾変化を日本語と対比したもの。
4. 『新スラヴ・日本語辞典』(Новый лексикон славено-японский, 1736-1738) - 世界最初の露和辞典。スラヴ語・ロシア語の語彙にキリル文字で書かれた日本語薩摩方言の訳語を加えたもの[26]。スラヴ語の語彙についてはフョードル・ポリカルポフが1704年に著した『スラヴ・ギリシア・ラテン三か国語辞典』の語彙をもとに、多数のロシア語語彙を追加している。駒走によるとロシア語の見出し語数は11,580だが、うち220語には日本語訳がついていない[27]。
5. 『友好会話手本集』(Дружеские некоторых разговоровь образцы, 1739)
6. 『世界図絵』(Orbis Sensualium Pictus, 1739) - コメニウス『世界図絵』（1658年）のロシア語と日本語の対訳。コメニウスの原書にある図は省略されている。

## 日本での研究・評価
ゴンザとソウザの事績が日本ではじめて記述されたのは1884年の『外交志稿』で、巻之十四に
享保十四年（西暦一千七百二十九年）七月薩摩若島丸一船風ニ逢フテ露国柬察加ノ海岸ニ漂着シ土人ノ為メニ害セラレ所左権左ノ二人僅ニ生命ヲ全フシ彼得堡ニ送ラル（米国人所著日本人漂流記）
と記されている。江口によるとこの記述はおそらくミュラー (Gerhard Friedrich Müller) の『Voyages from Asia to America』（1761年出版、オランダ語からの翻訳）によっている。
ゴンザの著書については1909年に八杉貞利によって初めて紹介され、その後亀田次郎や吉町義雄による研究がある。1960年代以降村山七郎が次々にゴンザの著書をローマ字や片仮名で翻字出版してから広く知られるようになった。1985年に村山が鹿児島でゴンザに関する講演を行ったために鹿児島県内での知名度が高まり、1994年にはゴンザファンクラブが結成された。
鹿児島市天文館には1995年に命名されたゴンザ通りがある。いちき串木野市の羽島崎神社の中にはゴンザ神社とゴンザ像がある。